# ۸۴۹ (میلادی)

## رویدادها
- زمین‌لرزه هرات. لرزه آسیب‌رسانی در هرات در سال ۲۳۴ ق مایه فرو ریختن برخی خانه‌ها شد.